# Chronische intestinale Pseudoobstruktion
Die Chronische Intestinale Pseudoobstruktion (CIPO) ist eine seltene Motilitätsstörung des Verdauungstraktes mit wiederkehrenden Ereignissen einer scheinbaren mechanischen Verlegung, aber ohne nachweisbare organische, systemische oder metabolische Störungen, auch ohne fassbaren Verschluss.
Es handelt sich um eine chronische Form der Pseudoobstruktion im Gegensatz zur akuten Form, die auch als Ogilvie-Syndrom bezeichnet wird, wenn hauptsächlich der Dickdarm betroffen ist.
Die Bezeichnung wurde von H. A. Dudley, I. S. Sinclair und I. F, McLaren im Jahre 1958 geprägt.

## Verbreitung
Die Häufigkeit ist nicht bekannt. CIPO tritt meist bei Kindern auf, mitunter schon bei oder kurz nach der Geburt. Das männliche Geschlecht ist 2 – 4 mal häufiger betroffen.
In Japan wurde eine Häufigkeit von 1 zu 100.000 gefunden ohne Geschlechterdifferenz.

## Ursache
Die Ursache ist nicht bekannt. Pathophysiologisch liegt eine fehlende oder unkoordinierte Kontraktilität  der glatten Muskulatur vor mit Störung der Darmperistaltik.
Man kann muskelbedingte (myopathische) und nervenbedingte (neuropathische), autosomal-dominant, autosomal-rezessiv und X-chromosomal (mit Mutationen im FLNA-Gen auf dem X-Chromosom Genort q28, dasselbe Gen, das auch beim angeborenen Kurzdarmsyndrom betroffen ist) vererbte, ebenso primäre und sekundäre Formen bei entsprechenden Erkrankungen unterscheiden.
CIPO kann auch nach Infektionen, Operationen, Bestrahlung und bei Medikamenten und Schadstoffen auftreten.
CIPO kann zu den ACTG2-Related Disorders gezählt werden mit Mutationen im ACTG2-Gen auf Chromosom 2 Genort p13.1:
- Megazystis-Mikrokolon-intestinale Hypoperistaltik-Syndrom
- Prune-Belly-Syndrom
- Familiäre viszerale Myopathie

CIPO kann bei weiteren Erkrankungen auftreten:
- Amyloidose
- Karzinom des Magen-Darm-Traktes
- Guillain-Barré-Syndrom
- Multiples Myelom
- Alkoholabusus

selten bei Lupus erythematodes oder systemischer Sklerose

## Klinische Erscheinungen
Klinische Kriterien sind:
- ausgeprägte, chronische Zeichen der Obstruktion: Bauchschmerzen (80 %), Auftreibung, Völlegefühl, Übelkeit und Erbrechen (80 %)
- Diarrhoe, nicht behandelbare Obstipation (40 %)
- intestinale Malabsorption mit Gewichtsverlust und/oder Gedeihstörung
- Fieber (37 %)

## Diagnose
Zur Diagnostik wird eine Manometrie des Darmes, Messung der Passagezeit durch Fraktionierte Dünndarmpassage sowie Histologie aus Darmbiopsien erforderlich. Ein mechanischer Verschluss muss ausgeschlossen werden.

## Therapie
Unbedingt sollten unnötige Laparatomien mit dem Risiko nachfolgender Adhäsionen vermieden werden. Neben Biopsien sind palliative Maßnahmen möglich, auch an eine Darmtransplation kann gedacht werden.

## Prognose
CIPO ist eine schwerwiegende, erheblich beeinträchtigende Erkrankung, die oft nicht oder erst verspätet erkannt wird.